# Zimbabwe vasúti közlekedése

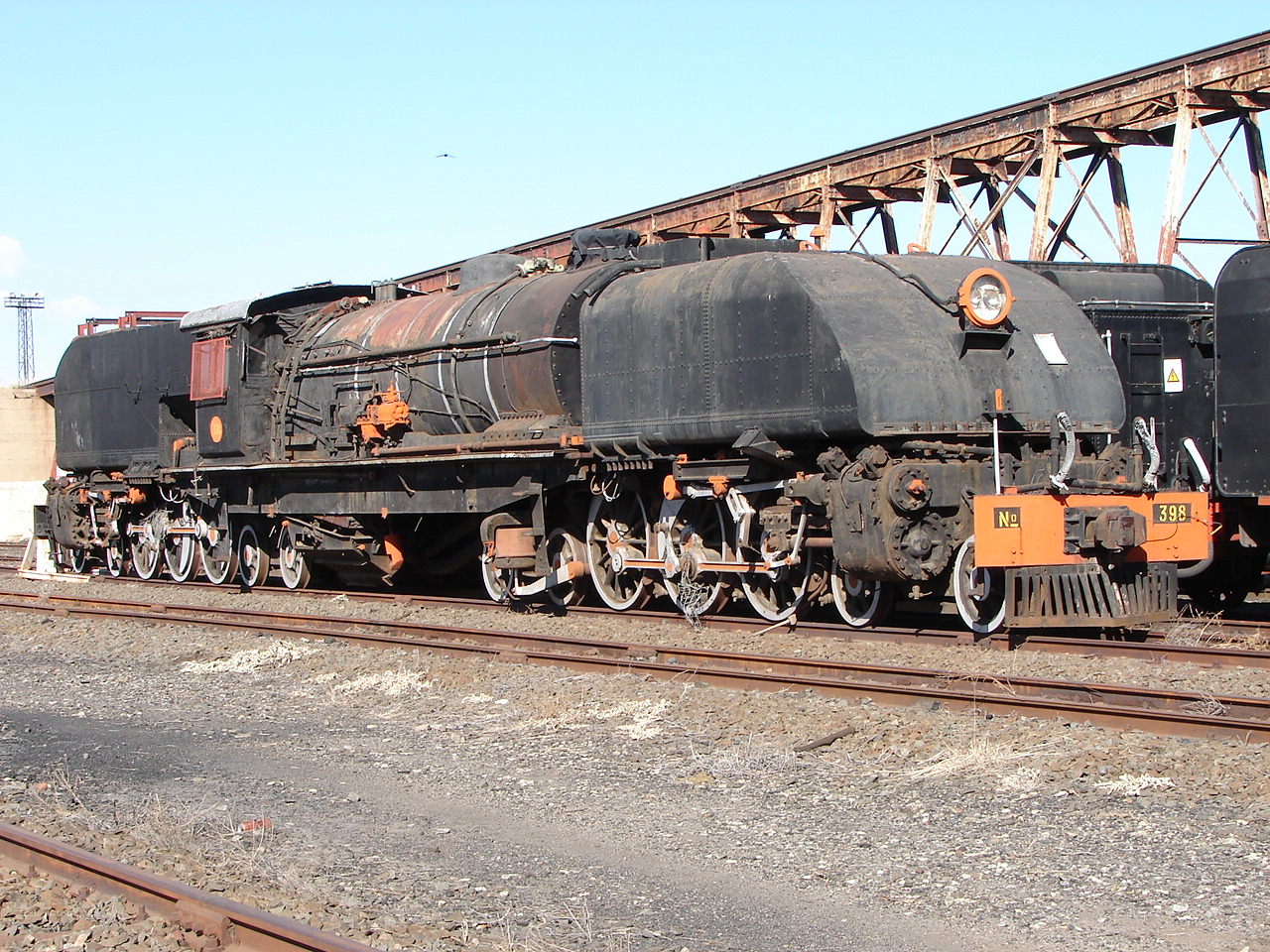
Egy Garrat-rendszerű gőzmozdony félreállítva

Zimbabwe vasúthálózata 3427 km hosszú, mely 1067 mm-es nyomtávolsággal épült ki. Ebből csak a Beitbridge Bulawayo Railway magán-vasúttársaság 313 km-es zimbabwei szakasza  villamosított 25 kV 50 Hz áramrendszerrel. A jelenlegi információk szerint viszont 2008 januárja óta az áramellátási hiányosságok miatt a vasútvonalak villamosított szekciója nem üzemel bizonytalan ideig.
Nemzeti vasúttársasága a National railway of Zimbabwe, mely 1980-ban alakult meg a korábbi Rhodesia Railwaysból.

## Vasúti kapcsolata más országokkal
- Dél-afrikai Köztársaság - igen, 1067 mm nyomtáv
- Mozambik -  igen, 1067 mm nyomtáv
- Zambia - Livingstone felé, keresztül a Victoria vízesés hídon át Bulawayóba, csak teherforgalom - 1067 mm nyomtáv
- Botswana - igen, 1067 mm nyomtáv (azonos)